# Casa de la Vall
La Casa de la Vall (in italiano Casa della Valle) è la sede del Consell General d'Andorra (parlamento monocamerale di 28 seggi di Andorra) e del palazzo di giustizia.
La Casa de la Vall ha sede in Carrer de la Vall ad Andorra La Vella.

## Storia
La Casa de la Vall fu costruita nel 1580 come torre di difesa della famiglia Busquets. Nel 1702 divenne sede del Consell de la Terra che venne acquistato da Antoni Busquests.
Nel XVI secolo fu residenza temporanea del vescovo di Urgell, poi divenne sede temporanea del comune di Andorra La Vella.
Inoltre la Casa de la Vall fu sede anche dal 1917 agli anni cinquanta di scuola francese.

## Struttura
La Casa de la Vall ha due piani ed è di forma rettangolare con una torre, è presente un antico colombaio a forma di torre staccato dalla struttura principale. 
Al piano terra è presente il Tribunal de Corts (Tribunale delle Corti), al primo piano è presente la Sala del Consell e una cappella dedicata a Sant'Ermengoldo e l'Armari de les Set Claus (Armadio delle Sette Chiavi), che conteneva le chiavi di ognuna delle parrocchie di Andorra.
Dove c'era la cucina della casa si trova la Sala dels Passos Perduts dove sono presenti tutte le leggi di Andorra. Al secondo piano si trova un Museo Postale.
Sulla porta principale si trova lo stemma della famiglia Busquets (un albero simbolo del bosco) e lo stemma di Andorra.

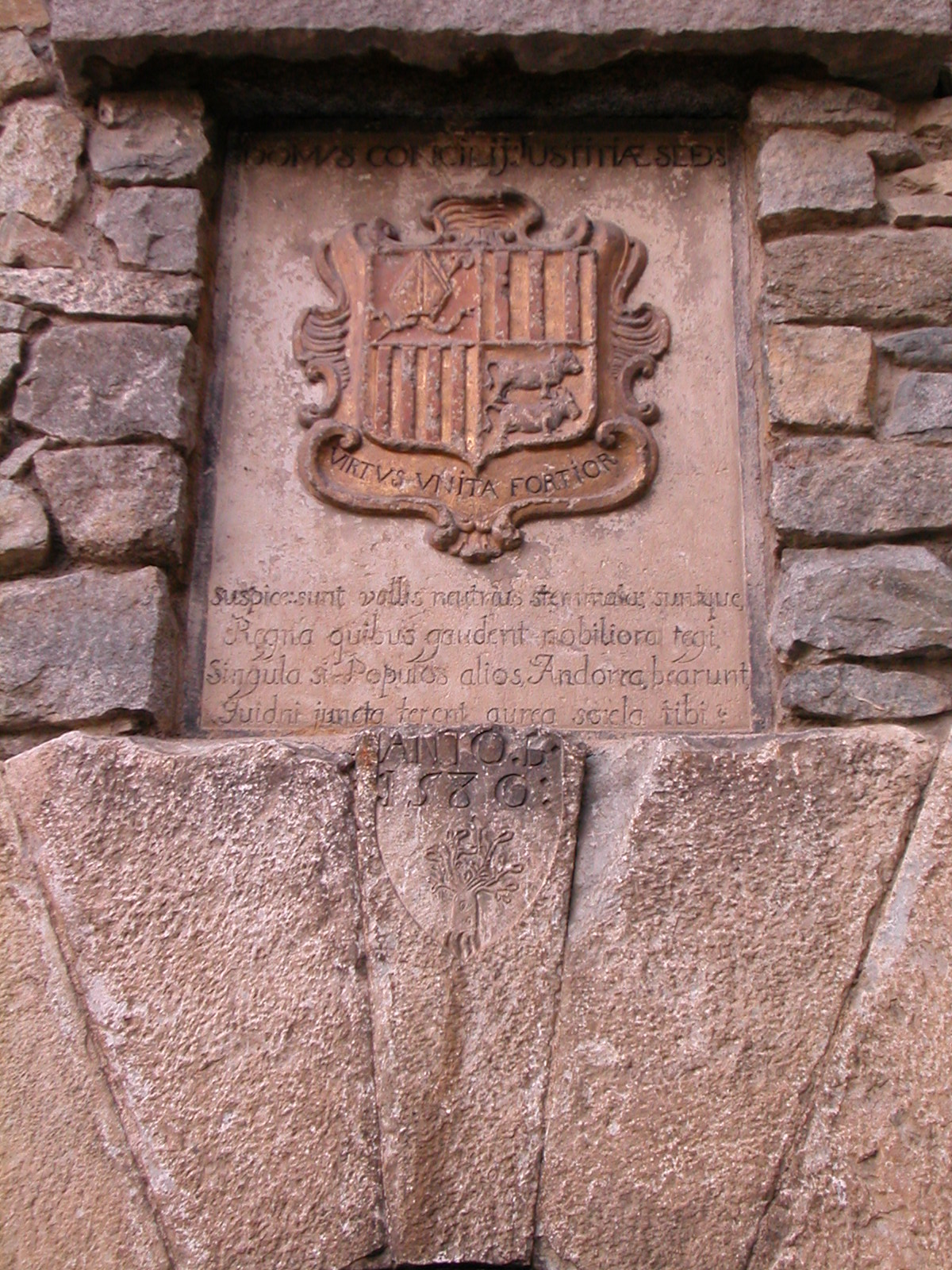
Lo stemma di Andorra in rilievo sulla Casa de la Vall

## Fonte
- Diccionari Enciclopèdic d'Andorra, Àlvar Valls Oliva, Fundació Crèdit Andorrà, Andorra la Vella 2006, ISBN 978-99920-1-629-9